# Hedlundia
Hedlundia là một chi của thực vật trong họ Hoa hồng. Có khoảng 48 loài phân bố ở Trung Âu, Tây Âu, Nam Âu, Scandinavia, Thổ Nhĩ Kỳ, Kavkaz, Crimea và cũng như Trung Á.

## Các loài

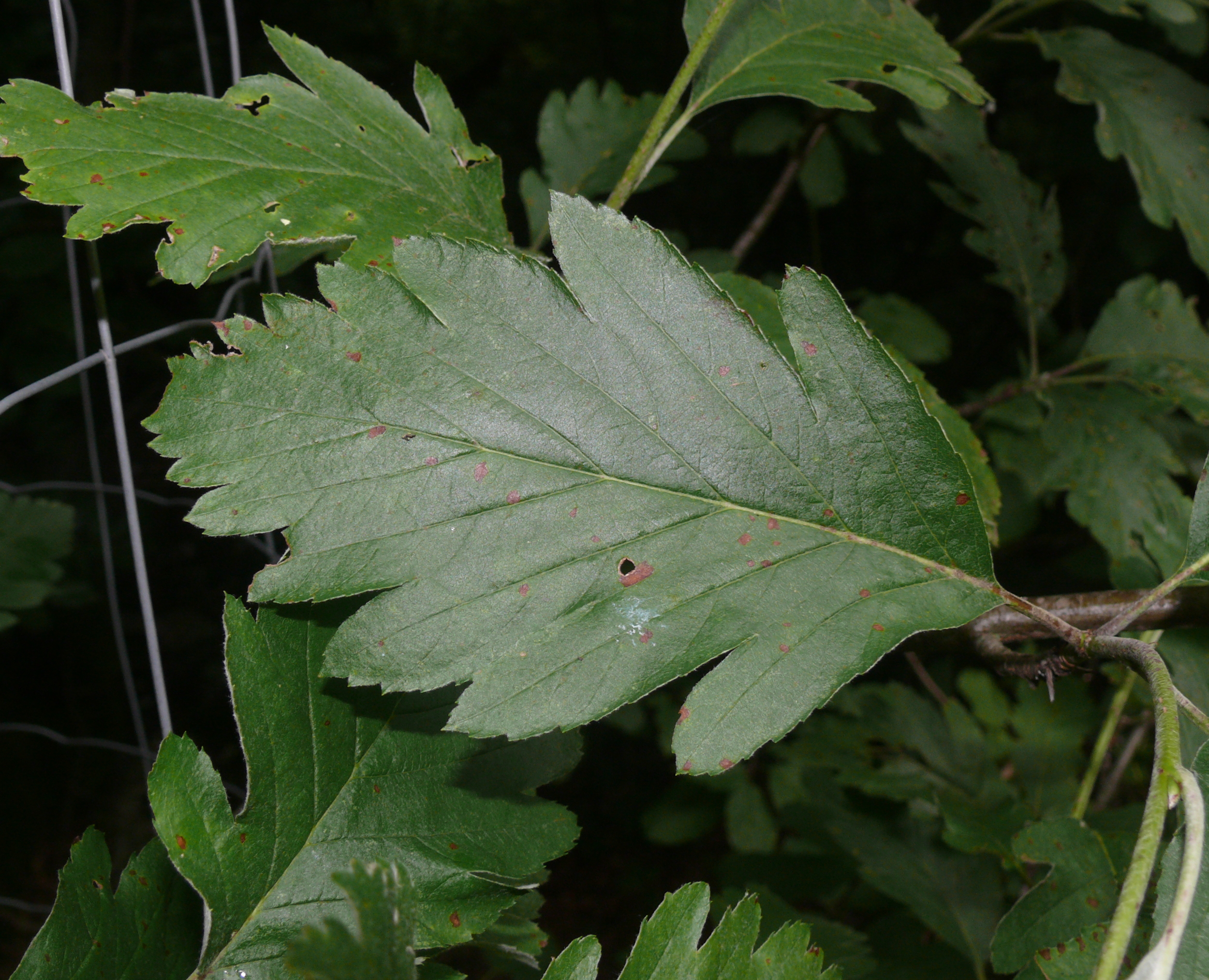
Hedlundia hohenesteri (đồng nghĩa với Sorbus hohenesteri)

Theo Kew và Plants of the World Online:
- Hedlundia abscondita (Kovanda) Sennikov & Kurtto
- Hedlundia anglica (Hedl.) Sennikov & Kurtto
- Hedlundia armeniaca (Hedl.) Mezhenskyj
- Hedlundia arranensis (Hedl.) Sennikov & Kurtto
- Hedlundia austriaca (Beck) Sennikov & Kurtto
- Hedlundia borbasii (Jáv.) Sennikov & Kurtto
- Hedlundia bosniaca (Hajrud., Frajman, Schönsw. & Bogunic) Sennikov & Kurtto
- Hedlundia buekkensis (Soó) Sennikov & Kurtto
- Hedlundia cuneifolia (T.C.G.Rich) Sennikov & Kurtto
- Hedlundia gauckleri (N.Mey.) Sennikov & Kurtto
- Hedlundia harziana (N.Mey.) Sennikov & Kurtto
- Hedlundia hazslinszkyana (Soó) Sennikov & Kurtto
- Hedlundia hohenesteri (N.Mey.) Sennikov & Kurtto
- Hedlundia hornadensis (Mikoláŝ) Sennikov & Kurtto
- Hedlundia hybrida (L.) Sennikov & Kurtto
- Hedlundia kuznetzovii (Zinserl.) Mezhenskyj
- Hedlundia lancifolia (Hedl.) Sennikov & Kurtto
- Hedlundia legrei (Cornier) Sennikov & Kurtto
- Hedlundia leyana (Wilmott) Sennikov & Kurtto
- Hedlundia lonetalensis (S.Hammel & Haynold) Sennikov & Kurtto
- Hedlundia luristanica (Bornm.) Mezhenskyj
- Hedlundia meinichii (Lindeb. ex Hartm.) Sennikov & Kurtto
- Hedlundia minima (Ley) Sennikov & Kurtto
- Hedlundia motleyi (T.C.G.Rich) Sennikov & Kurtto
- Hedlundia mougeotii (Soy.-Will. & Godr.) Sennikov & Kurtto
- Hedlundia neglecta (Hedl.) Sennikov & Kurtto
- Hedlundia neopinnatifida (P.D.Sell) Sennikov & Kurtto
- Hedlundia pauca (M.Lepší & P.Lepší) Sennikov & Kurtto
- Hedlundia pekarovae (Májovský & Bernátová) Sennikov & Kurtto
- Hedlundia persica (Hedl.) Mezhenskyj
- Hedlundia pseudofennica (E.F.Warb.) Sennikov & Kurtto
- Hedlundia pseudomeinichii (Ashley Robertson) Sennikov & Kurtto
- Hedlundia pseudothuringiaca (Düll) Sennikov & Kurtto
- Hedlundia pulchra (N.Mey.) Sennikov & Kurtto
- Hedlundia roopiana (Bordz.) Sennikov & Kurtto
- Hedlundia scannelliana (T.C.G.Rich) Sennikov & Kurtto
- Hedlundia scepusiensis (Kovanda) Sennikov & Kurtto
- Hedlundia schwarziana (N.Mey.) Sennikov & Kurtto
- Hedlundia semipinnata (Borbás) Sennikov & Kurtto
- Hedlundia sognensis (Hedl. ex Sennikov, Hjertson & Salvesen) Sennikov & Kurtto
- Hedlundia subarranensis (Hyl. ex Sennikov, Hjertson & Salvesen) Sennikov & Kurtto
- Hedlundia subpinnata (Hedl.) Sennikov & Kurtto
- Hedlundia subsimilis (Hedl.) Sennikov & Kurtto
- Hedlundia takhtajanii (Gabrieljan) Mezhenskyj
- Hedlundia tamamschjanae (Gabrieljan) Mezhenskyj
- Hedlundia teodori (Liljef.) Sennikov & Kurtto
- Hedlundia thuringiaca (Nyman) Sennikov & Kurtto
- Hedlundia velebitica (Kárpáti) Sennikov & Kurtto